# 2017 en jeu
Pour les articles homonymes, voir 2017 en jeu vidéo.
Chronologie du jeu
- 2013
- 2014
- 2015
- 2016
- 2017
- 2018
- 2019
- 2020
- 2021

Cet article présente les faits marquants de l'année 2017 concernant le jeu.

## Événements
- 20 février 2017 : la polonaise Karolina Styczyńska devient la première non-japonaise professionnelle de shogi.

### Compétitions
- Marrero Gang (Angleterre) remportent le World Chase Tag 2 (championnat du monde de jeu du chat) face à l’équipe Fluidity (Royaume-Uni)[1].
- 18 juin : le Français Benoît Jeannin remporte le XXXIIe Championnat de France (2016) de Diplomatie à Palaiseau devant ses compatriotes Emmanuel du Pontavice et Philippe Dumay[2].
- 19 novembre : le Français Alexandre Godfroy remporte le XXXIIIe Championnat de France (2017) de Diplomatie à Paris devant ses compatriotes Conrad Oyens et Kévin Lecoq[3].

## Sorties

### Jeux de société
- octobre 2017 : 77 – Le jeu de Doc Seven, Doc Seven, Topi Games
- 2017 : Gang Rush breakrout, Henri Molliné, Ankama Boardgames
- 2017 : Dino Party, Damien Marquis, Henri Molliné et Antoine Rabreau, Ankama Boardgames
- 2017 : Stellium, Rémi Saunier et Henri Molliné, Ankama Boardgames

## Récompenses
- Spiel des Jahres : Kingdomino
- As d'or : Unlock! Escape adventure